# Varvara Sergeevna Urusova
Principessa Varvara Sergeevna Urusova, in russo Варвара Сергеевна Урусова? (1751 – Mosca, 15 settembre 1831), è stata una nobildonna russa.

## Biografia
Era la figlia di Sergej Vasil'evič Urusov, e di sua moglie, la principessa Irina Danilovna Drucka, zia del poeta Čeraskov e della principessa Elena Nikitična Trubeckaja.

## Matrimonio
Alla fine degli anni '70 del XVIII secolo, su richiesta del marito di cugina Aleksandr Alekseevič Vjazemskij, sposò Aleksej Ivanovič Vasil'ev (1742-1807), che in seguito divenne il primo ministro delle finanze dell'Impero Russo. Ebbero due figlie:
- Ekaterina Alekseevna (1781-1860), sposò il principe Sergej Nikolaevič Dolgorukov;
- Marija Alekseevna (1784-1829), sposò Vasilij Vasil'evič Orlov-Denisov.

## Morte
Gli ultimi anni di vita li trascorse a Mosca. Morì il 15 settembre 1831. Fu sepolta nel monastero Donskoj.